# كورين هنري
كورين هنري (بالإنجليزية: Corin Henry)‏ مواليد 5 أكتوبر 1988 في ماريلند، هو لاعب كرة سلة أمريكي. بدأ مسيرته الاحترافية في سنة 2011. يلعب في الدوري الفرنسي لكرة السلة الدرجة الثانية كلاعب هجوم خلفي. يبلغ طوله 5 قدم 11 بوصة (1.8 م). لعب مع سيدني كينجز في الدوري الأسترالي لكرة السلة.

## روابط خارجية
- كورين هنري على موقع كرة السلة الأوروبية.كوم (الإنجليزية)
- كورين هنري على موقع ريلجم (الإنجليزية)
- كورين هنري على موقع بروبوليرز (الإنجليزية)
- كورين هنري على موقع سبورتس رفرنس (الإنجليزية)